# The Best of George Harrison
The Best of George Harrison — первый компиляционный альбом Джорджа Харрисона, вышедший в 1976 году после окончания контракта музыканта с лейблом EMI. Вышел в один день с Thirty Three & 1/3 — первым альбомом Харрисона на лейбле Dark Horse Records.

## Об альбоме
В диск вошли песни как битловского периода (с альбомов Rubber Soul, Revolver, The Beatles, Abbey Road и Let It Be), так и сольной карьеры Харрисона (с альбомов All Things Must Pass, Living in the Material World, Dark Horse и Extra Texture (Read All About It)). В альбом также была включена песня «Bangla Desh», выпущенная в 1971 году исключительно в виде сингла.
Альбом The Best of George Harrison не попал в британские чарты, но в США достиг 31-й позиции и получил статус золотого.
Альбом был составлен без участия Харрисона и подвергся критике как со стороны самого музыканта, так и со стороны критиков и фанатов за включение в него песен битловского периода и крайне ограниченном использовании сольного материала. Харрисон предложил свой вариант списка песен и названия для альбома, однако лейбл EMI не принял во внимание мнение Харрисона.

## Список композиций
Все песни авторства Джорджа Харрисона.
1. «Something» — 3:01
2. «If I Needed Someone» — 2:22
3. «Here Comes the Sun» — 3:05
4. «Taxman» — 2:37
5. «Think for Yourself» — 2:18
6. «For You Blue» — 2:31
7. «While My Guitar Gently Weeps» — 4:45
8. «My Sweet Lord» — 4:38
9. «Give Me Love (Give Me Peace on Earth)» — 3:35
10. «You» — 3:41
11. «Bangla Desh» — 3:57
12. «Dark Horse» — 3:53
13. «What Is Life» — 4:17